# Buteogallus aequinoctialis
Buteogallus aequinoctialis là một loài chim trong họ Accipitridae.